# Cherlopalle
Cherlopalle es una ciudad censal situada en el distrito de Chittoor en el estado de Andhra Pradesh (India). Su población es de 6143 habitantes (2011). Se encuentra a 4 km de Tirupati y a 120 km de Chennai. 

## Demografía
Según el censo de 2011 la población de Cherlopalle era de 6143 habitantes, de los cuales 3079 eran hombres y 3064 eran mujeres. Cherlopalle tiene una tasa media de alfabetización del 77,74%, superior a la media estatal del 67,02%: la alfabetización masculina es del 85,91%, y la alfabetización femenina del 69,62%.